# Antônio Parreiras
Antônio Diogo da Silva Parreiras (Niterói, 20 de janeiro de 1860 – Niterói, 17 de outubro de 1937) foi um pintor, desenhista, ilustrador, escritor e professor brasileiro.
Suas pinturas paisagistas podem ser consideradas como representação de paisagens e momentos, acontecimentos considerados sublimes. Parreiras abordava a natureza com olhos de artista, sentindo-a com a emoção que causa a quem pessoalmente presencia o que retrata. Tinha o desejo de interpretar a natureza quando esta ainda parecia ter sido intocada.
Acredita-se que, para além de cumprir contratos — Parreiras tem obras espalhadas por importantíssimas edificações públicas —, o pintor tenha imprimido em seus quadros sua visão sobre a história nacional. Hoje, suas obras históricas podem, em sua maioria, ser encontradas nos museus de arte e história do Brasil afora ou até mesmo na decoração de algumas das sedes de governo do país. Para São Paulo, foram duas as obras encomendadas: o Salão Nobre da Câmara Municipal e o Gabinete do Prefeito têm obras de Antônio Parreiras como objetos decorativos.

## Biografia

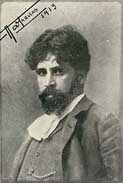
Antônio Parreiras (autorretrato de 1913 ou 1915)

Nascido em Niterói em um momento em que a produção intelectual no Brasil passava por fortes influências de debates europeus, em seus vários textos redigidos, deu força a um discurso heroico quando referia-se à classe média, de onde veio. No entanto, após a morte de seu pai, foi à falência. Foram várias as experiências sem sucesso até que, em 1883, matriculou-se na Academia Imperial. Ingressar no universo artístico aos 23 anos de idade era considerado tarde para a época. Mas o artista não titubeou em abandonar o posto de escriturário na Companhia Leopoldina, em Nova Friburgo, para fazer o que, desde a infância parecia ter sido direcionado pelo destino a fazer.
Em trechos de sua biografia, Antônio Parreiras seleciona muito bem as memórias que pretende contar a fim de construir uma lembrança ao leitor em que todas as suas vivências conspiram à elaboração de um futuro específico ao qual, por toda a vida, fora destinado. "Não parava em casa. Tinha horror aos livros e só me interessavam aqueles em que haviam gravuras" e "Eis aí que conheci o primeiro pintor e o primeiro poeta. Eis como em minha alma, pela primeira vez, penetrou um raio de luz... a primeira emoção de Arte. Foi vendo um pintar, ouvindo o outro ler poesias, que deparei com a estrada ainda não vislumbrada, porém que devia trilhar em toda a minha longa existência. Abençoados sejam!" são alguns exemplos.

### Ruptura com a Academia
Insatisfeito, em 1884, deixou de fazer parte da Academia para pintar d'après nature na cidade de Niterói junto ao núcleo formado pela inspiração do pintor alemão Georg Grimm. Este, formado em Munique, chegou ao Brasil em 1874 e foi descrito por Parreiras em sua autobiografia como "extremamente bondoso para com os pequenos, altivo e arrogante, violento até para os grandes". Influenciado pelos ares alemães de Grimm, pintar paisagens ao livre, romper com as instituições da academia era uma opção de vida a Parreiras.
Quando não mais fazia parte da Academia, o pintor preferiu seguir por rumos alternativos e então passou a organizar exposições próprias, grande maioria delas acontecia dentro de sua própria casa, em Niterói. Acredita-se que a arte de vender suas próprias produções tenha sido mais uma das muitas influências da convivência com os ideais de Grimm. A venda de suas pinturas obedecia uma filosofia comunitarista, em que os ganhos de todos sustentavam a compra de mantimentos e materiais de trabalho para uso comum.
1886 foi um ano em que uma de suas exposições próprias recebeu uma importante visita que seria fundamental para o reconhecimento de Antônio Parreiras como artista e, principalmente, pintor. Dom Pedro II não só visitou a exposição do paisagista niteroiense, mas também adquiriu duas obras do pintor. Como lamenta em sua autobiografia, esta não era uma época em que o pintor tinha dinheiro, muito menos fama. Entretanto, permanecia com ambição de ir à Europa dar continuidade a seus estudos. Foi então que, com base em acordos, conseguiu a venda de algumas de suas obras à Academia, em troca de que, quando retornasse ao Brasil, lecionasse algumas aulas sem a necessidade de receber salário. Já na França, Parreiras conseguiu montar seu próprio ateliê para divulgação de seu trabalho e, quando voltou, cumpriu o acordo e tornou-se professor de paisagem na Academia.

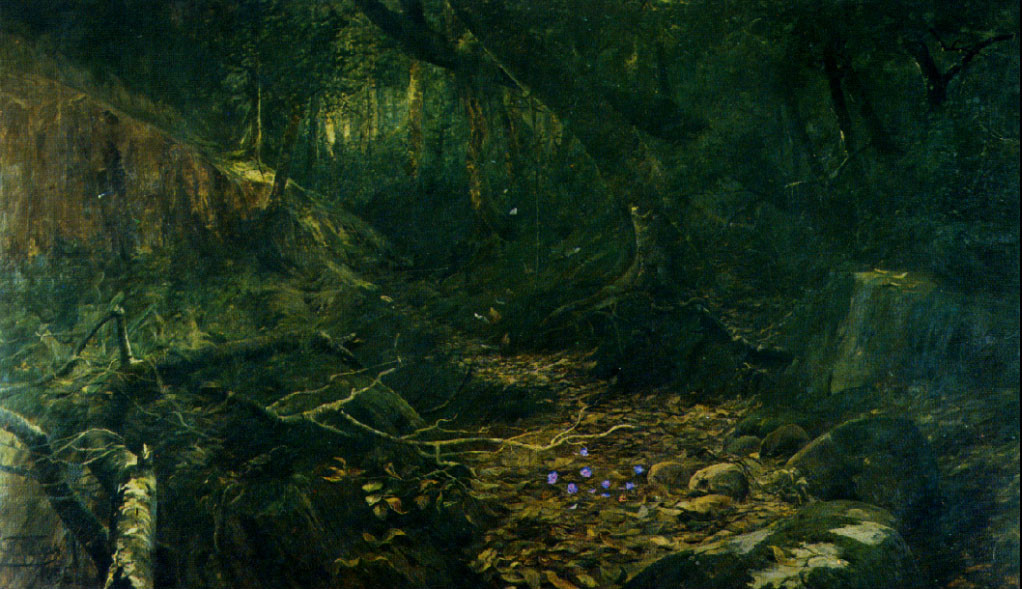
Sertanejas, 1896. Óleo sobre tela. 273,00 cm x 472,00 cm

Passou vários anos vividos entre Brasil e França, realizando exposições, executando encomendas oficiais para edifícios públicos e participando de salões de arte. Parreiras chegou a vender a tela "Sertanejas" para decorar o Palácio do Catete e, entre outros, também realizou painéis para ornar a sede do Supremo Tribunal Federal. Ganhando prêmios, Antônio Parreiras não só foi o segundo pintor brasileiro a expor no Salão de Paris e nomeado delegado da Sociedade Nacional de Belas-Artes, em 1911, mas também experimentou seus últimos anos de vida sendo reconhecido também no âmbito intelectual. Não só fez história e nome no mundo da pintura, mas também deixou sua marca no campo das letras. Pôde, então, experienciar diversos formatos de reconhecimento público.

### Sucesso
O sucesso de Parreiras é, para muitos, motivo de estudo e análise profunda. Principalmente por sua inserção no embrionário mercado de artes que se formava entre os século XIX e XX no Brasil. O pintor, por boa parte de sua vida, obteve sustento proveniente da venda de suas obras, num momento em que o mercado de arte ainda era instável e incipiente.

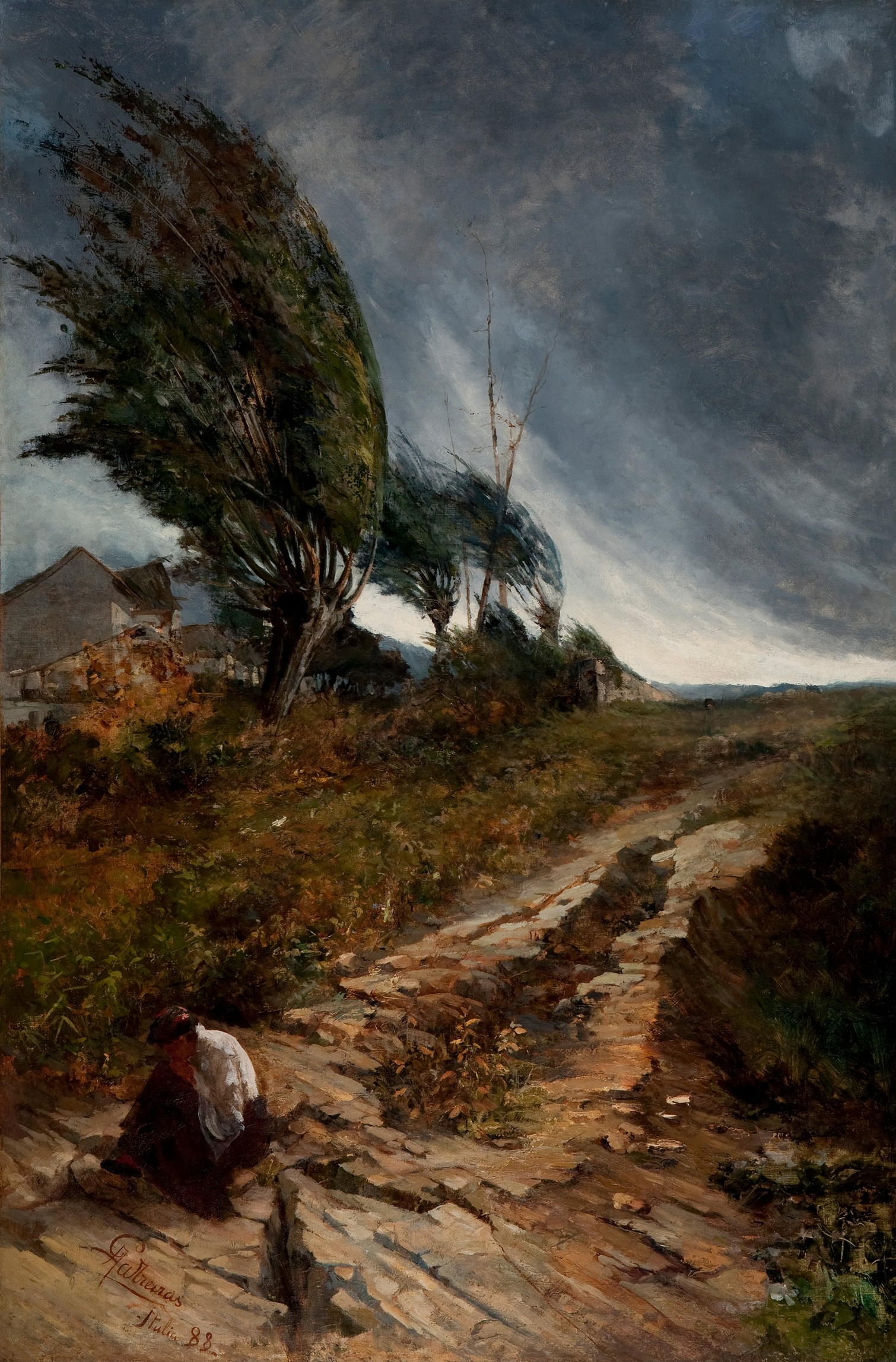
Ventania, Pinacoteca do Estado de São Paulo

Em 1927, Antônio Parreiras participou da inauguração de um busto em sua homenagem, esculpido em bronze pelo francês Marc Robert e exposto no Jardim Icaraí, atual praça Getúlio Vargas, em Icaraí, em Niterói.
Em sua carreira, pode-se dizer que Antônio Parreiras expressou o romantismo, ainda que de forma tardia, em "sua forma de procurar um lugar no mundo". Considerava-se ser um indivíduo autônomo, que manifestava um forte desejo de mudança social no âmbito hierárquico, o que o impedia de ascender e ter reconhecimento como sujeito artista e criador.
Grande parte de sua vida adulta foi passada num período de nacionalismo exacerbado e grande exaltação patriótica, o que explica um discurso abrangente em tais elementos e uma repercussão dele projetada no âmbito artístico de Antônio Parreiras. Em um de seus vários discursos na Academia Fluminense de Letras, o pintor afirmava que o grande valor dado à arte europeia pela academia e pelos poucos críticos, dificultou o desenvolvimento de uma arte nacional. O paisagista afirma ainda que, no período que circunda a década de 1880, artistas eram socialmente mal vistos, pois no Brasil a profissão era vista como "fator de civilização", uma importante filosofia decorrida do iluminismo, que prega a ideia de que a arte poderia melhorar a humanidade, civilizando-a.
Segundo ele próprio, ao longo de aproximadamente 55 anos, realizou mais de 850 pinturas, das quais 720 foram criadas em solo brasileiro, tendo feito 39 exposições no Rio de Janeiro e em vários outros estados do Brasil.

## Autobiografias
A primeira biografia de Antônio Parreiras foi publicada no ano de 1926 e financiada por ele próprio.
No exemplar disponível no museu do pintor, pode-se verificar que a obra conta com encadernação cuidadosa, possui capa em papel firme azulado de efeito mármore, sem identificação qualquer sobre do que trata. De acordo com a editora fluminense Tipografia Dias, Vasconcelos e C., pela qual a biografia fora publicada, são 131 páginas de texto escrito, 21 ilustrações, uma fotografia da fachada de sua casa e uma fotografia de seu ateliê.
Pode-se afirmar que a grande maioria das críticas referentes ao livro foram positivas. A primeira delas aparece no Jornal do Brasil, no dia 27 de novembro de 1926. Esta não só recomenda a leitura da autobiografia de Antônio Parreiras por seu conteúdo, mas também pela forma como foi estilosamente escrita, com fluidez. Em outro texto crítico sobre a obra, Mario Sette, para o Diário de Pernambuco, destacou, entre outros aspectos, a percepção do autor como artista que, embora tenha viajado com frequência, manteve-se consciente de seu lugar de origem. "Não se tornou pedante, nem um derrotista. Ao contrário, aprendeu ainda mais a amar a sua pátria, reconhecendo-lhes os méritos em confronto com os alheios". Outros críticos optaram por traçar uma analogia entre o ato de pintar e o de escrever, enaltecendo as habilidades do artista em ambas as funções, principalmente em seu viés paisagista.
A segunda edição de sua história contada por ele mesmo foi publicada em 1943, após o seu falecimento, e financiada pelo governador do estado do Rio de Janeiro, diferentemente do que propõe seu testamento, que os custos desta publicação fossem pagos pelo dinheiro arrecadado pela venda de suas medalhas de ouro e alguns quadros, caso houvesse necessidade.
Nela, o artista descreve algumas referências de exposições promovidas em sua homenagem, tal como a de comemoração pelos 50 anos de seu ingresso à Academia Imperial de Belas Artes, em Niterói. "Cerca de dez mil pessoas visitaram. Foi inaugurada por uma comissão eleita pela Sociedade Brasileira de Belas Artes que me fez a entrega de uma mensagem admiravelmente aquarelada pelo meu colega Armando Viana e assinada por diversos artistas". Parreiras conta também sobre a mudança do nome da rua Boa Viagem, onde chegou a morar com alguns colegas do grupo Grimm, para rua Antônio Parreiras, por sugestão dos membros do Centro Acadêmico Evaristo da Veiga.

## Obras pictóricas

### Jornada dos Mártires

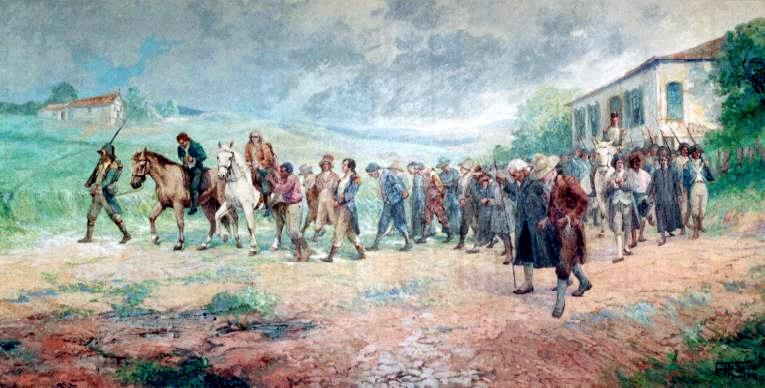
Jornada dos Mártires: óleo sobre tela de 1928; 200 × 381 cm

Partindo do princípio em que "toda imagem conta uma história", estudiosos veem, em "Jornada dos Mártires", de Antônio Parreiras, referência à história da Inconfidência Mineira. O episódio foi marcado por um levante contra a ordem colonial, ameaçando o poder e a autoridade da Coroa Portuguesa. Quando descobertos, os inconfidentes foram presos em Vila Rica, no ano de 1789, e de lá seguiram para a cidade do Rio de Janeiro, onde posteriormente seriam julgados. Durante este trajeto, os prisioneiros pernoitaram na fazenda Soledade, do coronel Manuel do Valle Amado. O momento retratado por Parreiras nesta obra é justamente o da partida dos inconfidentes desta fazenda, rumo à cidade do Rio de Janeiro.
Apesar de o quadro não fazer nenhuma menção direta à Inconfidência Mineira, o tema dificilmente seria identificado apenas sob a observação da tela, sem mais informações. O que pode ser visto na obra não são os inconfidentes como heróis ou homens valentes e vencedores, Parreiras representa apenas o fim de um movimento sem sucesso, cujos integrantes estão prestes a pagar o preço de sua revolta com sua liberdade. Ao mesmo tempo, faz questão de ressaltar a firmeza, a coragem e a convicção dos "revoltosos". Ainda que não os pinte como heróis, transmite, através deles, uma lição de patriotismo e civismo.
Observando a obra sobre um viés crítico-artístico, apenas, é importante recordar que Antônio Parreiras é, principalmente, reconhecido por suas obras de paisagem, tendo sido aluno de George Grimm, pintor alemão que fez escola no Brasil dentro do gênero. Portanto, não nos causa espanto observar que a paisagem da obra ocupa cerca de dois terços do espaço utilizado para retratar parte do percurso dos inconfidentes mineiros.

### Sertanejas
Sob um desejo constante de interpretar a natureza de forma a sentir a emoção que ela causa, a obra "Sertanejas" resgata o sentido roussoniano de que a natureza é mais bela do que a paisagem, por ser livre de qualquer intervenção do homem. A paisagem, segundo Shamma, "é a cultura antes de ser natureza; um construto da imaginação projetado sobre a mata, rocha, água". A obra retrata um túnel florestal primevo na Serra do Mar. Encerrado por um denso arvoredo, onde frestas de luz timidamente iluminam borboletas, que adejam sobre singelas flores tropicais que medram no chão úmido.

### Fundação de Niterói

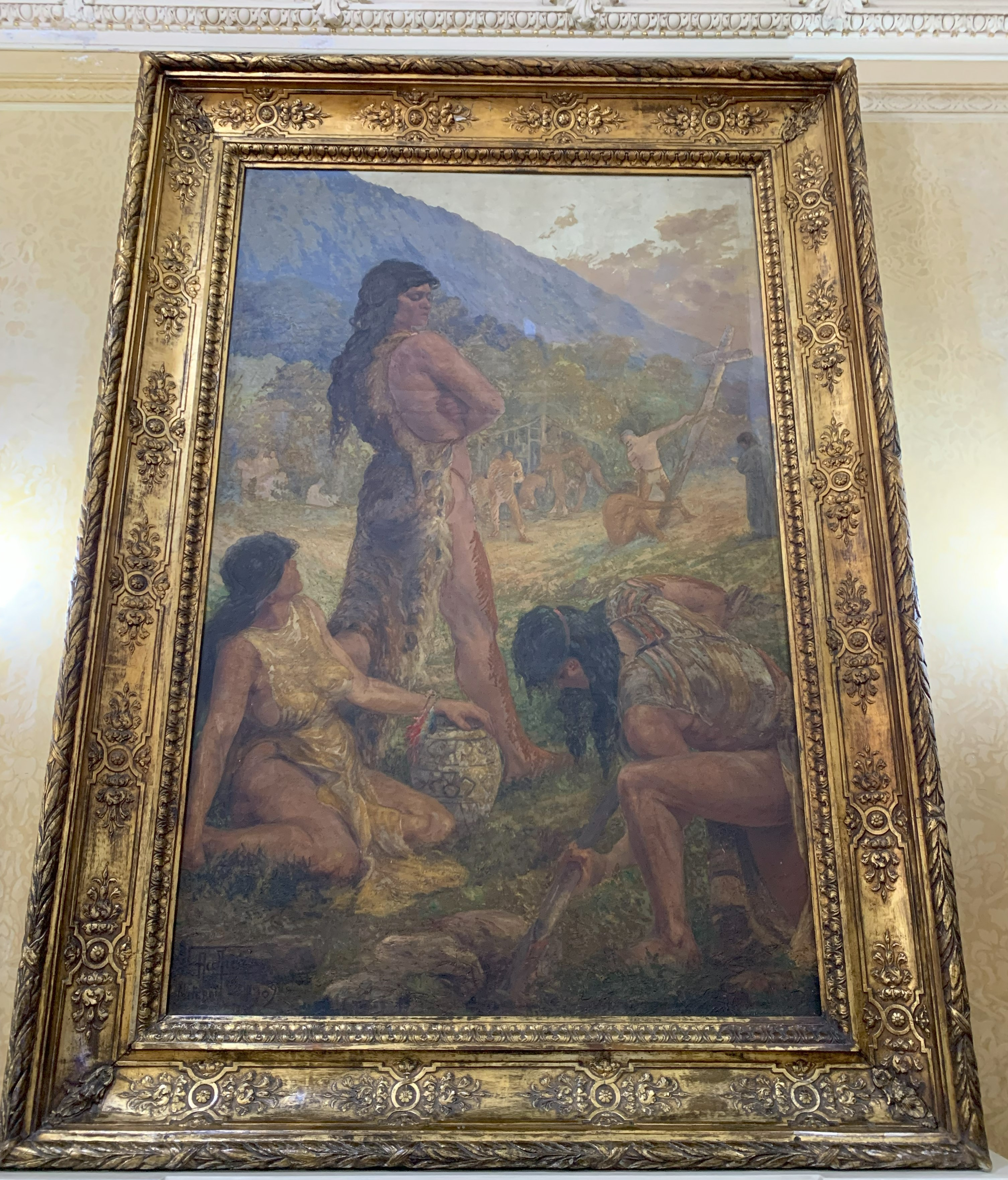
Fundação de Niterói, 1909

Na obra ''Fundação de Niterói'' de 1909, Parreiras tem como figura principal Arariboia e o trata com especial cuidado. O autor tem como característica marcante o cuidado na pesquisa daqueles que está pintando, quer dizer, evitando reproduzir estereótipos que, até então, eram tratados os indígenas, por exemplo como observadores inscientes e selvagens. Nesse contexto, a pintura figura em primeiro plano Arariboia e outras duas indígenas no espaço central, com seus corpos fortes e traços detalhados. Além disso, Arariboia está em pé e de braços cruzados com a cruz erguida em segundo plano, ou seja, em uma posição questionadora ao invés do estereótipo de simples observador.

### Paisagem do Campo do Ipiranga

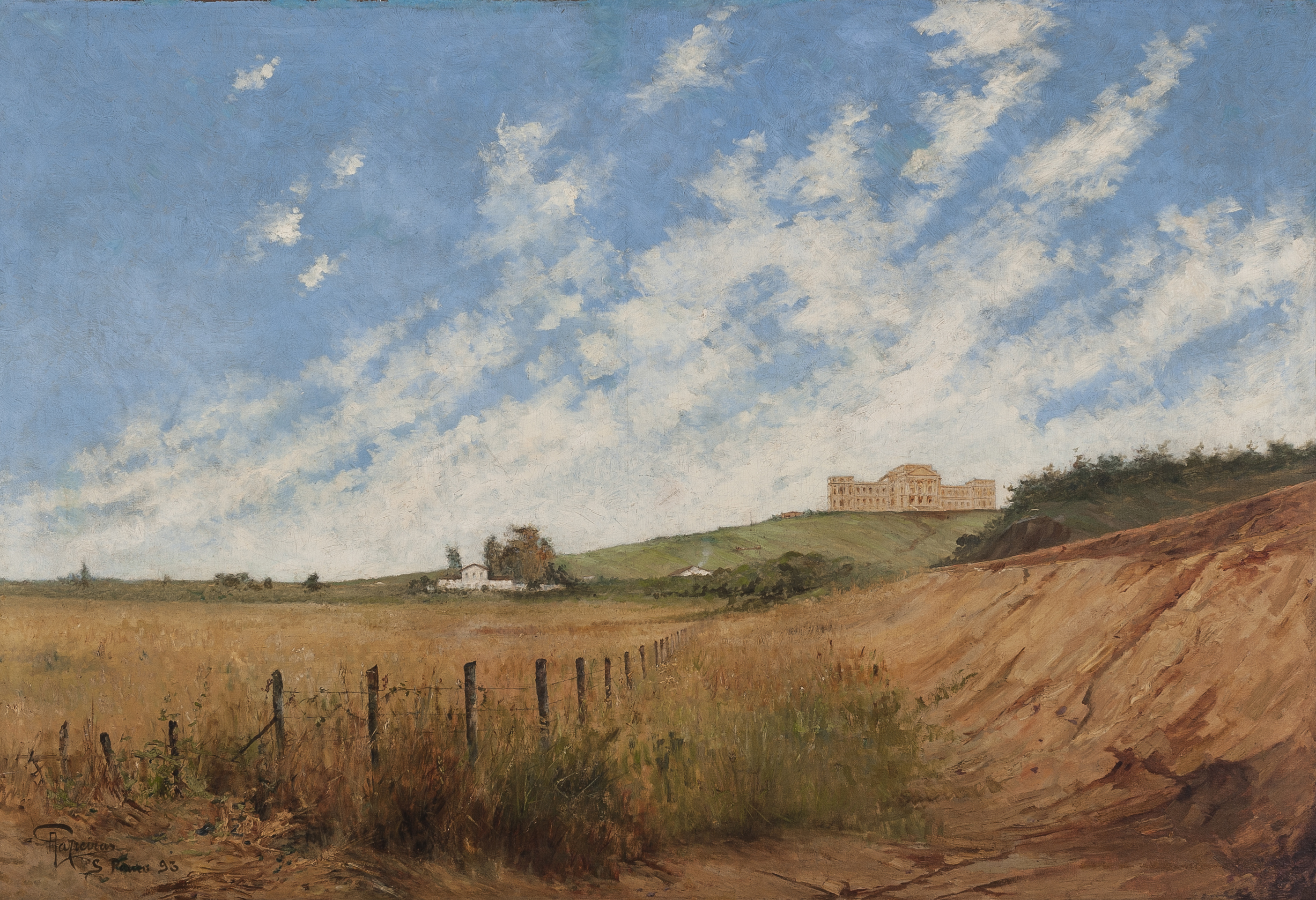
Paisagem do Campo do Ipiranga.

O quadro intitulado Paisagem do Campo do Ipiranga foi pintado em óleo sobre tela por Antônio Parreiras no ano de 1893. Com dimensões de um metro de altura por 1,48 metro de largura, retrata uma paisagem que contém o antigo Museu do Ipiranga ao fundo.
Contrastando com o céu azul claro repleto de nuvens brancas esfumaçadas na diagonal, o quadro mostra, num primeiro plano, um grande campo de terra marrom-avermelhada, em partes, desmatado. Há uma cerca que divide o território e segue em linha reta, dando noção de profundidade à imagem. Ao fundo, onde a cerca parece chegar ao fim, se aproxima das imediações de um grande casarão branco posicionado ao lado esquerdo do quadro. Próximo a ele, as vegetações são mais altas e têm coloração verde-escura. É deste mesmo espaço do casarão branco que, ao lado direito da tela, um pequeno morro dá uma terceira dimensão à imagem. Neste pequeno morro, está o monumento de cor bege-clara, um pouco amarelada, antigamente denominado de Museu do Ipiranga.
Paisagem do Campo do Ipiranga é uma obra que foi executada na ocasião da primeira visita artística do pintor à cidade de São Paulo. Com ele, Parreiras teve a pretensão de ingressar na recém-inaugurada galeria de arte do Museu Paulista.

## Museu Antônio Parreiras

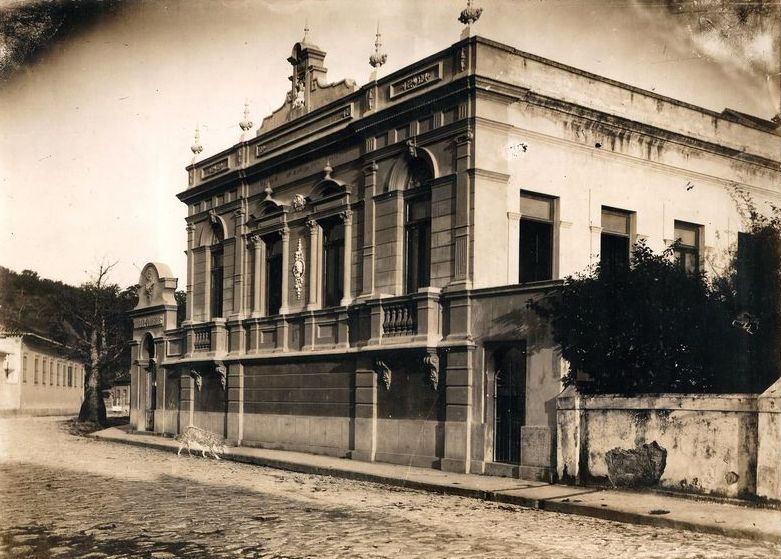
Fachada do museu, em fotografia do início do século XX.

O Museu Antônio Parreiras é a antiga residência do pintor. Trata-se de um casarão projetado por Ramos de Azevedo. Inaugurado no dia 21 de janeiro de 1942, hoje pode ser considerada uma das mais importantes edificações históricas e culturais do estado do Rio de Janeiro.
Embora Antônio Parreiras nunca tenha deixado explícito o desejo de ter sua própria casa transformada em museu, estudiosos veem preocupação breve em constituir e consolidar algo que remeta à sua memória no seguinte trecho de seu testamento:
| “ | ao meu querido amigo e afilhado Athayde Parreiras deixo o encargo de fazer publicar a segunda edição do meu livro Histórias de um pintor contada por ele mesmo. Para pagar as despesas desta publicação serão vendidas as minhas medalhas de ouro e alguns quadros se ainda for necessário. Esses livros serão distribuídos em primeiro lugar por todas as bibliotecas, arquivos e institutos públicos, o que restar vendidos e o produto desta venda será entregue à Sociedade de Cegos de Niterói, da qual sou sócio. | ” |

## Críticas a Aleijadinho
Em um de seus vários discursos na Academia Fluminense de Letras, Antônio Parreiras criticou a arte do escultor mineiro Aleijadinho. No início de seu discurso, publicado na revista da Academia, o pintor diz não aceitar o que é qualificado como "estilo colonial", por julgar impossível que, em um meio onde "predominavam a ignorância e as aspirações puramente materiais" dos tempos coloniais, "no meio de selvas", referindo-se à região de Minas Gerais, houvesse alguma preocupação de construção de um estilo arquitetônico.
Sob uma perspectiva determinista, o acadêmico Parreiras encarna profunda descrença na capacidade de transcendência da obra de Aleijadinho. Para ele, tal artista esteve preso demais às realidades de suas esculturas e, por tal motivo, não pôde transcendê-las, nem contextualizá-las no âmbito da divindade, quando se trata de criações de tema religiosos. Para o pintor, Aleijadinho fazia parte do grupo de artistas que não interpretava, mas simplesmente retratava tudo o que via na natureza. Antônio Parreiras nominou as obras do escultor mineiro de tentativas de reprodução da realidade como inúteis, pois lhe faltava técnica, estética e visão de arte; o que seria inato ao artista por viver em um meio que não favorecia o desenvolvimento de seu talento.

## Galeria

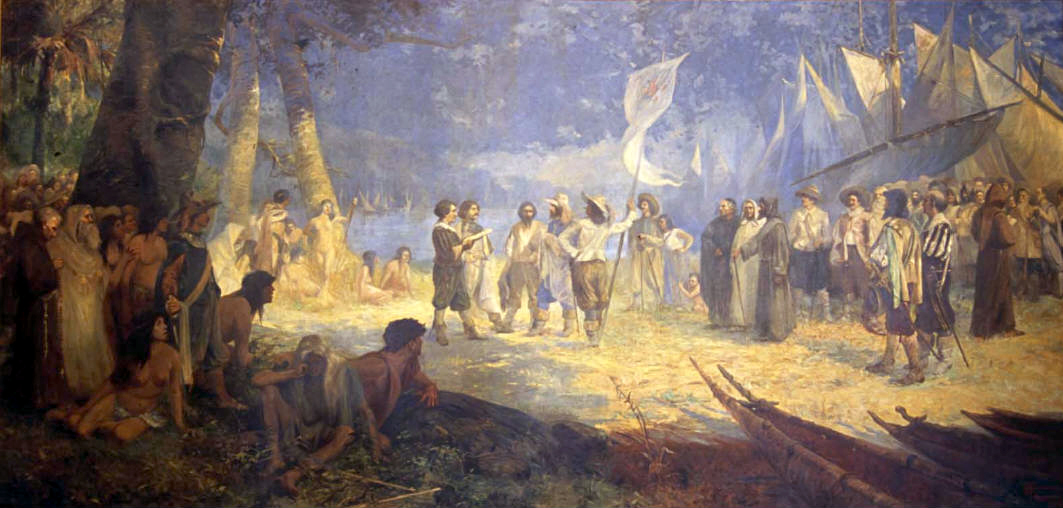
A conquista do Amazonas, 1907
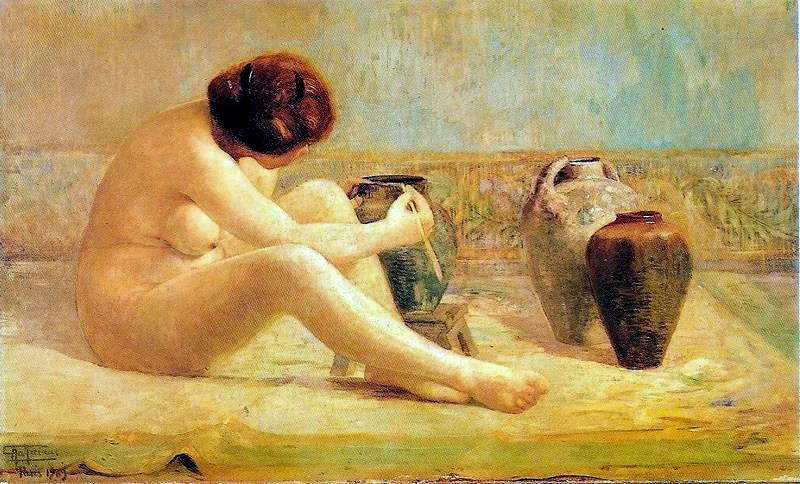
Fantasia, 1909
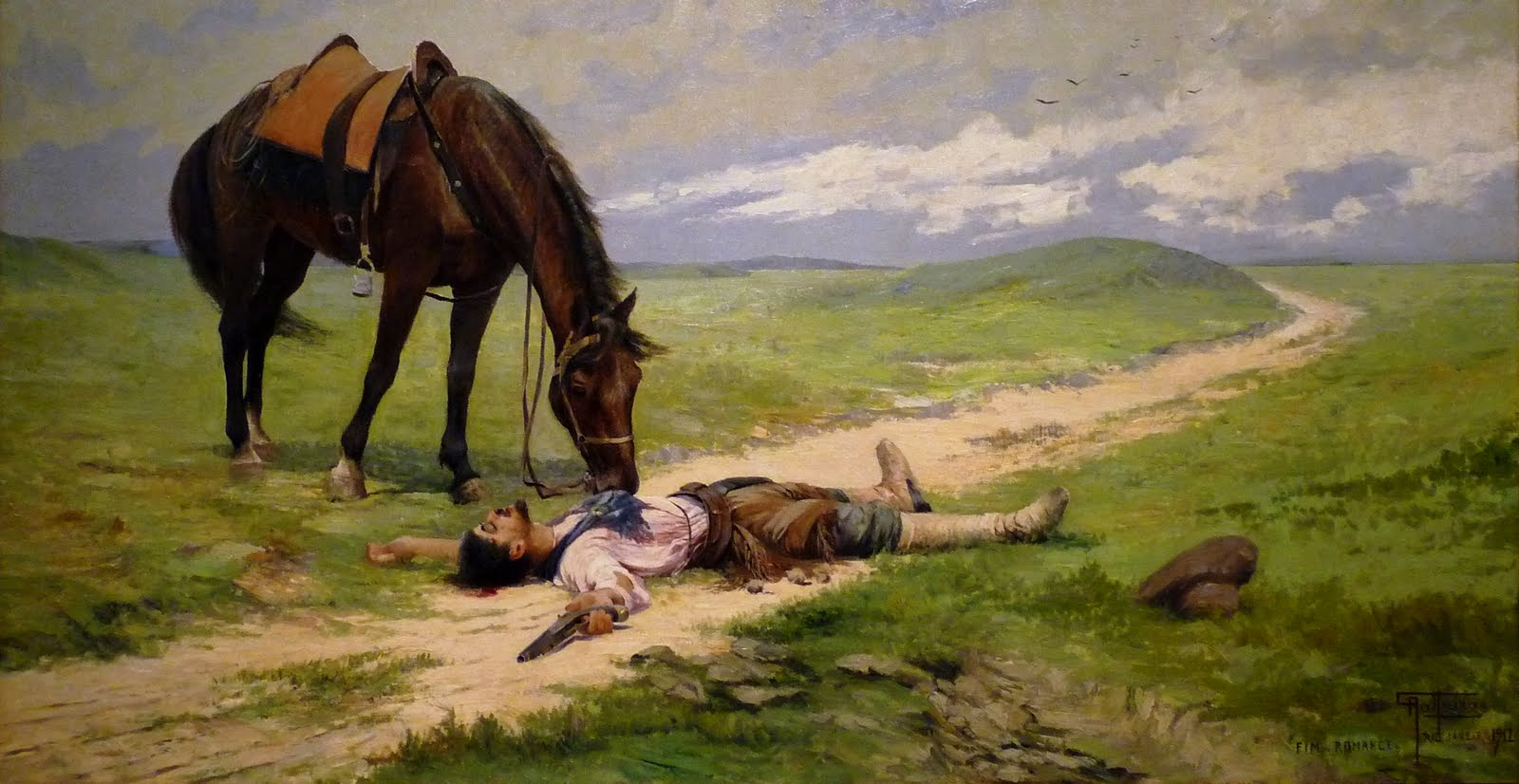
Fim de romance, 1912
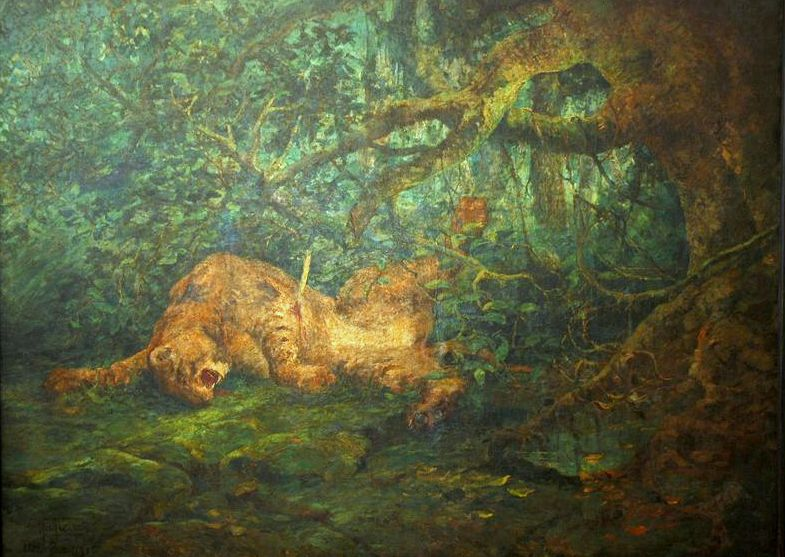
Agonia, 1915
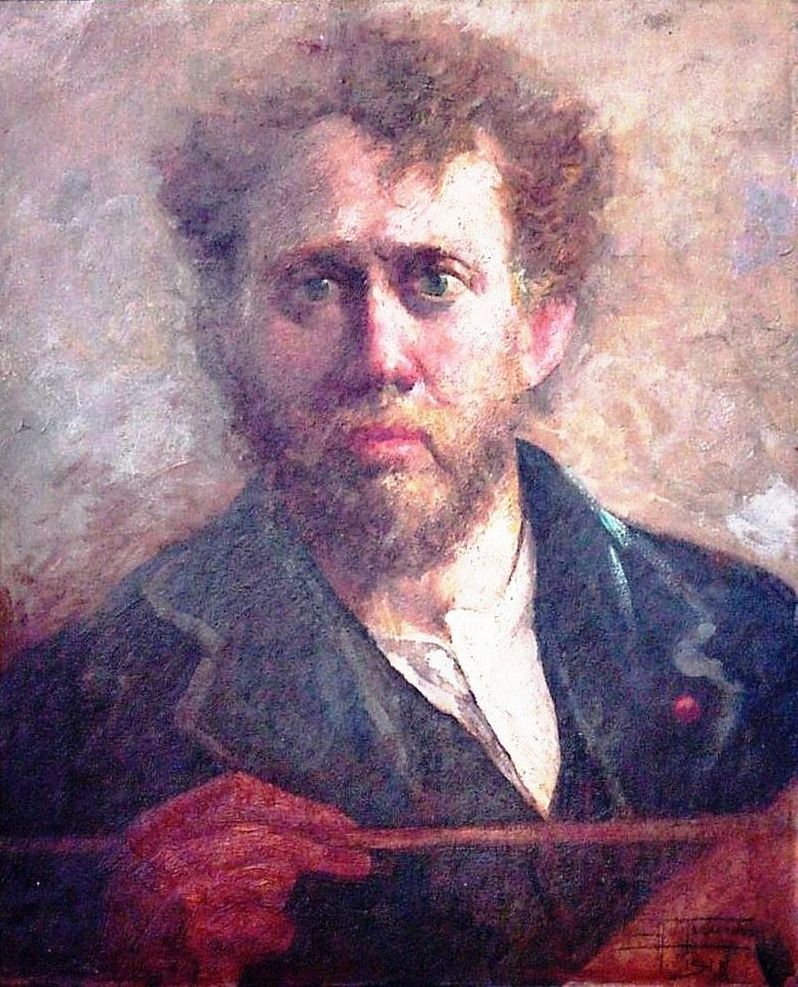
Um colega (retrato do pintor Numa Camille Ayrinhac), 1918

## Prêmios recebidos
- Medalha de Ouro (Exposição do Centenário da Independência, 1922)
- Medalha de Honra (Exposição do Centenário da Independência, 1922)
- Grande Medalha (Exposição do Centenário da Independência, 1922)
- Medalha de Ouro (Exposição Universal de Barcelona, Espanha, 1929)[7]